# Lars Skytøen
Lars Skytøen, född 13 december 1929 i Nøtterøy, död 11 juni 2016, var en norsk fackföreningsledare och politiker (Arbeiderpartiet). Han var ordförande för Norsk Jern- og Metallarbeiderforbund från 1976 till 1987 och industriminister i regeringen Nordli från 1979 till 1982. Han var också medlem av Arbeiderpartiets styrelse 1975–1987.